# Носичан
Носичан — потухший вулкан на полуострове Камчатка, Россия.
Расположен в Быстринском районе Камчатского края.
Данный вулкан относится к Иченскому вулканическому району Срединного вулканического пояса. Он находится в верховье правобережья реки Этопань.
Форма вулкана представляет пологий щит. В географическом плане вулканическая постройка близка к окружности с диаметром 5 км, площадью в 22 км². Объём изверженного материала ~3 км³. Абсолютная высота — 1728 м, относительная — 300 м.
Вулканическая постройка слабо эродирована, кратер отсутствует.
Деятельность вулкана относится к верхнечетвертичному периоду.